# برونو بونتيكورفو
برونو بونتيكورفو (بالإيطالية: Bruno Pontecorvo)‏ (و. 1913 – 1993 م) هو فيزيائي، وعالم نووي من إيطاليا . ولد في بيزا.
وكان عضواً في الحزب الشيوعي السوفيتي .شارك في مشروع مانهاتن .وكان عضواً في الأكاديمية الروسية للعلوم .
توفي في دوبنا ، عن عمر يناهز 80 عاماً.

## التعليم
تعلم في جامعة روما سابينزا

## جوائز
حصل على جوائز منها:
- جائزة الاتحاد السوفيتي الحكومية
- وسام ثورة أكتوبر
- وسام لينين
- وسام الراية الحمراء من حزب العمال.

## روابط خارجية
- برونو بونتيكورفو على موقع الموسوعة البريطانية (الإنجليزية)
- برونو بونتيكورفو على موقع مونزينجر (الألمانية)